# 豊浜駅
豊浜駅（とよはまえき）は、香川県観音寺市豊浜町姫浜にある四国旅客鉄道（JR四国）予讃線の駅。駅番号はY20。
かつて、一部の特急列車、急行列車が停車していたほか、当駅を終着・始発とする普通列車も運転されていた。

## 歴史
- 1916年（大正5年）4月1日：開業[2]。
- 1970年（昭和45年）6月1日：貨物取扱廃止[2]。
- 1985年（昭和60年）3月14日：荷物扱い廃止、同時に停留所化[2]。駅員無配置駅となる[5][6]。
- 1987年（昭和62年）
  - 3月15日：職員を1人配置し、売店を併設した直営駅に戻る[5]。
  - 4月1日：国鉄分割民営化により四国旅客鉄道が承継[2]。
- 1990年（平成2年）11月21日：土日祝日の駅員配置を取り止め[7]。
- 2010年（平成22年）10月1日：再び無人駅化[3][4]。

## 駅構造
島式ホーム1面2線を有する地上駅。線路使用方法は1番線が上下副本線、2番線が上下本線（制限速度100km/h、一線スルー）となっている。 交換列車が無い時は列車種別に関係無く2番線に入線する。
2番線ホームとその反対側にはツツジが植えられていて、名所となっている。1番線のホームの反対側には昔の貨物ホームがある。簡易式の水洗式トイレあり。

### のりば
| のりば | 路線    | 方向 | 行先             |
| ------ | ------- | ---- | ---------------- |
| 1・2   | ■予讃線 | 上り | 多度津・高松方面 |
| 1・2   | ■予讃線 | 下り | 新居浜・松山方面 |

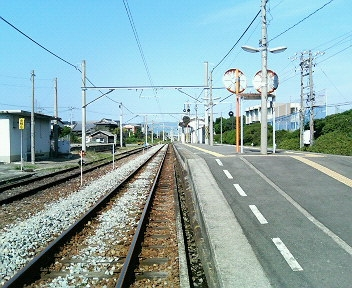
ホーム（2005年10月、箕浦方より）
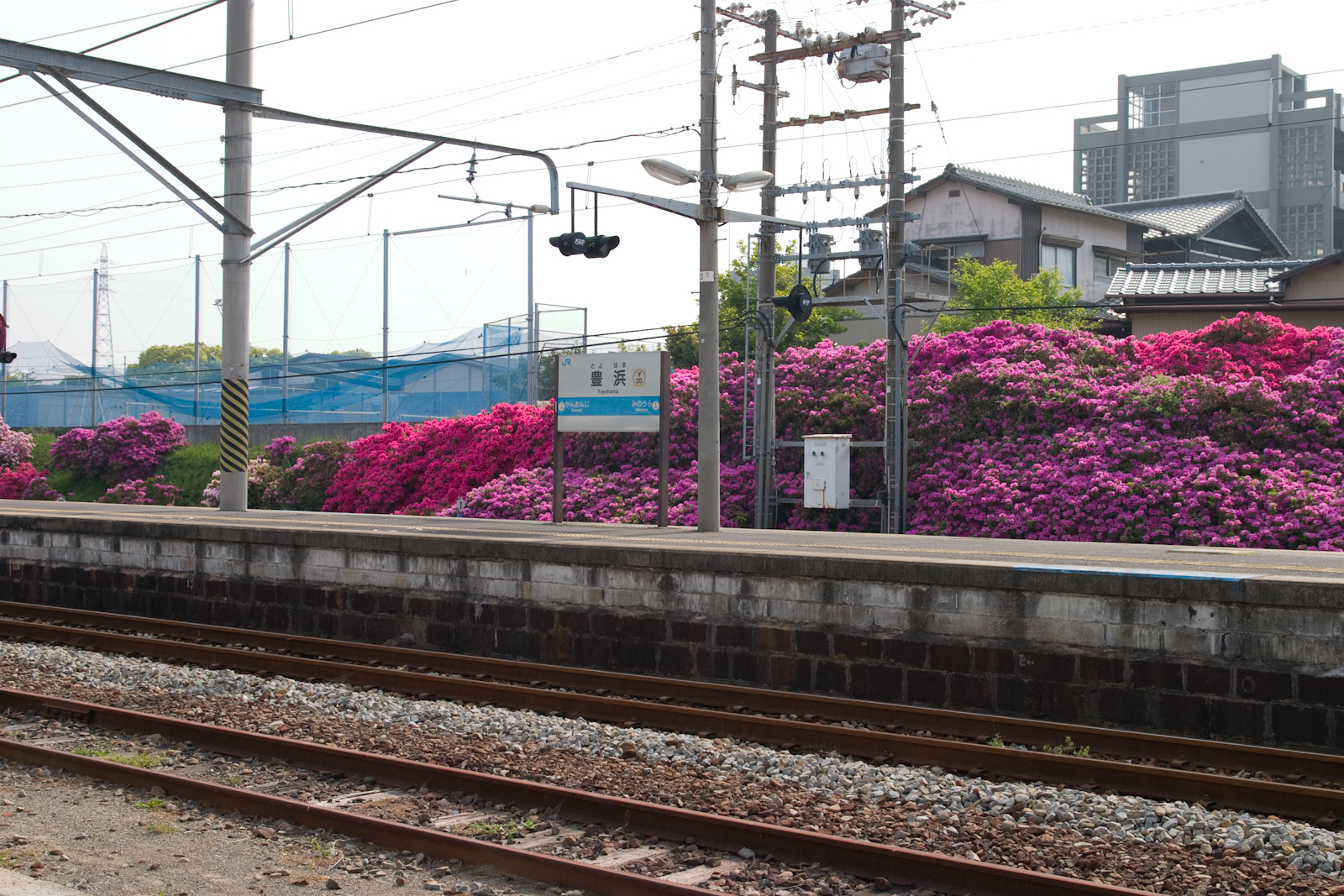
ホームとツツジ（2010年5月）

## 利用状況
1日平均の乗車人員は以下の通り。
| 乗車人員推移 | 乗車人員推移 |
| 年度         | 1日平均人数  |
| ------------ | ------------ |
| 2008年       | 293          |
| 2009年       | 310          |
| 2010年       | 298          |
| 2011年       | 292          |
| 2012年       | 265          |
| 2013年       | 282          |
| 2014年       | 262          |
| 2015年       | 290          |
| 2016年       |              |
| 2017年       | 236          |
| 2018年       | 217          |
| 2019年       | 237          |

## 駅周辺
- 観音寺市立豊浜中学校
- 三豊総合病院
- 豊浜郵便局
- 百十四銀行豊浜支店
- 観音寺信用金庫豊浜支店
- 香川県農業協同組合豊浜支店
- 一の宮公園（キャンプ場・海水浴場併設）
- ユニ・チャームテクニカルセンター
- ユニ・チャームプロダクツ本社・四国工場
- 国道11号
- 国道377号
- 香川県道243号豊浜停車場線
- 香川県道244号先林姫浜線
- 香川県道245号豊浜港線

### バス路線
観音寺市のりあいバス五郷高室線・箕浦観音寺線が接続する。

## 隣の駅
四国旅客鉄道（JR四国）
■予讃線
■快速「サンポート」・■普通
観音寺駅 (Y19) - 豊浜駅 (Y20) - 箕浦駅 (Y21)